# Копривнишко-крижевска жупания
Копривнишко-крижевската жупания e разположена в Северно Хърватско. Заема площ от 1746 км². Главен град на жупанията е Копривница. Други по-големи градове са: Крижевци и Джурджевац. Копривнишко-крижевската жупания е съставена от 21 общини.

## Население
Според преброяването през 2011 година Копривнишко-крижевска жупания има 115 584 души население. Според националната си принадлежност населението на жупанията има следния състав:
- хървати 96,2 %
- сърби 1,9 %
- словенци 0,1 %
- унгарци 0,1 %
- цигани 0,1 %